# Сандберг, Андерс
Андерс Сандберг — исследователь, участник научных дебатов, футуролог, трансгуманист и писатель. Он получил степень доктора философии в вычислительной нейробиологии в Стокгольмском университете, и в настоящее время является научным сотрудником Исследовательского общества Джеймса Мартина в Институте будущего человечества при Оксфордском университете.

## Карьера
Исследования Сандберга направлены на социальные и этические проблемы человека, возникающие при внедрении новых технологий, а также оценку возможностей, лежащих в основе науки о будущих технологиях. Его исследование включает в себя работу по когнитивному совершенствованию (методы, воздействие и анализ политики); технический план по эмуляции всего мозга; нейроэтику; и глобальные катастрофические риски, в частности, по вопросу о том, как принять во внимание субъективные неопределенности в оценках риска низкой вероятности, высокого риска последствий.
Сандберг известен как комментатор и участник общественных дискуссий о человеческом совершенствовании, а также своими научными публикациями в области неврологии, этики и будущих исследований.
Он является одним из основателей и писателем для мозгового центра Eudoxa, а также является одним из соучредителей Orion’s Arm, совместного проекта мироздания. В период с 1996 по 2000 был председателем Шведской Ассоциации Трансгуманистов. Также был научным продюсером для выставки нейробиологии «Se Hjärnan!» («Узрите Мозг!»), организованной Шведскими Передвижными выставками, Шведским Научным-Исследовательский Советом и Фондом Знаний, которая ездила по Швеции в 2005—2006. В 2007, после защиты докторской диссертации, он был научным сотрудником в Центре практической этики при Оксфордском университете, работающий над финансируемым ЕС проектом по этике человеческого совершенствования.
Сандберг также электронный художник, изображения которого были адаптированы к обложкам книг футуриста Дэмиена Бродерик: The Dreaming, Earth is But a Star, The Judas Mandala, Skiffy and Mimesis, Uncle Bones, Warriors of the Tao и др.
Являясь советником британской Научно-исследовательской сети Крионики и Криоконсервации, пропагандистской группы Великобритании, Сандберг содействует и выступает в защиту крионики, подписав например, открытое письмо в поддержку исследований в области крионики.
Одна из его работ, названная «Ethics of Brain Emulations»(«Этика Мозговых Эмуляций»), стала одной из наиболее скачиваемых статей в Журнале Экспериментального и Теоретического Искусственного интеллекта.
Считал, что решение отправить послание «Маяк в Галактике» в космос может привести к печальным последствиям.